# Zivert
Zivert (настоящее имя — Ю́лия Дми́триевна Зи́верт, урождённая — Сытник; род. 28 ноября 1990, Москва, СССР) — российская поп-певица. Стала известна в 2017 году с песнями «Чак» и «Анестезия». Широкую популярность получила в конце 2018 года после выхода трека «Life».

## Биография
Родилась 28 ноября 1990 года в Москве.
Как рассказывает сама Зиверт, она с детства «всегда устраивала концерты своим домашним»[значимость факта?].
К выводу, что хочет быть певицей, пришла уже в зрелом возрасте. До этого перепробовала много разных профессий.

После школы я пошла учиться, но в связи с некоторыми обстоятельствами учёбу пришлось бросить и пойти зарабатывать деньги. Профессию стюардессы выбрала потому, что заработок намного выше, сама работа очень разнообразная, постоянное общение с разными людьми, и офисная работа была мне не по душе. Также на мой выбор повлияли родители, которые всё детство брали меня с собой в командировки, поездки, путешествия, и я к самолётам привыкла с младенчества.

[...]

Я, в принципе, туда шла с пониманием того, что эта работа не навсегда. В какой-то момент мне стали тяжело даваться перелёты, и путешествия перестали приносить мне радость. Когда из года в год ты посещаешь одни и те же страны, то это начинает приедаться. Также стало приходить понимание того, что у тебя совсем отсутствует земная жизнь, что ты существуешь отдельно от неё, от своих друзей и родственников, и меня стало накрывать чувство одиночества. В какой-то момент моя душа захотела творческого порыва, потому что каждый день ты с зализанным пучком, с бесцветным лаком для ногтей и в одной и той же форме. Душа требовала набить татуировки, покраситься в малиновый цвет, вставить кольцо в нос. Когда я ушла с работы, то ощутила лёгкость, творческий полёт.
— «От стюардессы до популярной российской певицы: Юлия Зиверт и её жизнь» — РегионСамара.ру, 7 марта 2019 года

Дебютную песню, названную «Чак», представила на своём YouTube-канале 1 апреля 2017 года. 17 июня там же состоялась премьера клипа.
Вторая песня, «Анестезия», была выложена 15 сентября. 17 января 2018 года был выложен клип на эту песню.

Клип «Анестезия» — вторая работа певицы. После шуточного клипа-пародии на песню «Чак», где артистка предстала в образе «соседской девчонки-сорванца», Zivert раскрывает публике более женственные и страстные грани своей натуры.
На создание образа космической девушки Zivert Юлию вдохновил один из самых ярких персонажей комиксов «Люди Икс» — Шторм.
— «Первый хит 2018 — Музыкальная Анестезия от Zivert» — Первое музыкальное издательство, 17 января 2018 года

На протяжении 2017 года присоединилась к российскому лейблу «Первое музыкальное».
Записала песню «Ветер перемен» (музыка: Максим Дунаевский, слова: Наум Олев, лейбл: Первое музыкальное издательство) для телесериала «Чернобыль 2. Зона отчуждения» (премьера: 10 ноября — 1 декабря 2017 года, «ТВ-3»).
6 апреля 2018 года выпустила первый мини-альбом, названный «Сияй». В него вошли 4 трека: «Ещё хочу», «Зелёные волны», «Сияй» и «Океан».

Все треки пропитаны атмосферой времен конца 80-х и начала 90-х. Я всегда испытывала особую страсть к стилистике тех годов. Так что «Сияй» — это чистый винтаж. И, конечно же, у каждого трека своё тонкое настроение и состояние.
— Юлия Zivert: «Мой лейбл — „Первое Музыкальное“, который делает для меня очень много!» — MOSKONEWS.com, 6 апреля 2018 года

5 июня 2018 года на YouTube был представлен клип на песню «Ещё хочу».
24 октября 2018 года на YouTube был выложен клип на песню «Зелёные волны», выполненный в стилистике 80-х годов.
12 марта 2019 года на  YouTube был презентован клип на песню «Life», к тому времени уже три с половиной месяца пользовавшуюся популярностью на различных цифровых платформах. Клип снимался в Гонконге.

Вслед за ретро-видео на песню «Зелёные волны», Zivert презентует кардинально другой по стилю клип на песню «Life».
— «Life — моё состояние… состояние вдумчивых размышлений в одиночку, поэтому мы просто хотели попасть в огромный, кипящий, переливающийся миллионами огней, незнакомый мегаполис и просто затеряться в нём … оказаться лишь одиноким прохожим, сторонним наблюдателем среди судеб большого города … и одновременно быть их частью… погружаться глубоко в себя и растворять себя в фрагментах происходящего… Я сутками бродила по этому странному городу…»,— так в своем Instagram артистка комментирует новое творение.
— «Zivert — Life» — Муз ТВ, 19 марта 2019 года

27 сентября 2019 года выпустила дебютный альбом «Vinyl #1».
Трек «Life» стал самым разыскиваемым синглом в «Шазам» за 2019 год, а также занял первую строчку самых популярных треков 2019 года по версии Яндекс. Музыки и второе место в рейтинге самых прослушиваемых треков в России по версии «Apple Music».
В конце августа 2020 года Zivert стала лицом кампании «MAC Cosmetics» и новым амбассадором бренда в России.
В сентябре 2020 года стала ведущей чарта «Яндекс Музыки» на телеканале «Муз-ТВ».
В декабре 2023 года стало известно, что Зиверт заняла кресло наставницы в двенадцатом сезоне музыкального шоу «Голос».

## Дискография

### Студийные альбомы
| №                   | Название                         | Длительность |
| ------------------- | -------------------------------- | ------------ |
| 1.                  | «Безболезненно»                  | 4:13         |
| 2.                  | «Beverly Hills»                  | 3:39         |
| 3.                  | «Двусмысленно» (при уч. M'Dee)   | 3:04         |
| 4.                  | «Fly»                            | 3:13         |
| 5.                  | «Бродяга-дождь»                  | 3:35         |
| 6.                  | «Credo»                          | 3:04         |
| 7.                  | «Шарик»                          | 3:06         |
| 8.                  | «Life»                           | 3:08         |
| 9.                  | «Life» (при уч. Филипп Киркоров) | 3:09         |
| Общая длительность: | Общая длительность:              | 29:31        |

| №                   | Название                        | Длительность |
| ------------------- | ------------------------------- | ------------ |
| 1.                  | «Рокки»                         | 2:57         |
| 2.                  | «CRY»                           | 3:46         |
| 3.                  | «DEL MAR»                       | 3:40         |
| 4.                  | «Тебе»                          | 4:34         |
| 5.                  | «Три Дня Любви»                 | 3:11         |
| 6.                  | «Forever Young» (совм. с LYRIQ) | 3:00         |
| 7.                  | «На фарт» (совм. с Бо)          | 3:04         |
| 8.                  | «Турист»                        | 3:21         |
| 9.                  | «Два туриста» (совм. с Wiwo)    | 3:21         |
| 10.                 | «Тишина»                        | 4:03         |
| 11.                 | «Многоточия»                    | 3:27         |
| 12.                 | «ЯТЛ»                           | 3:43         |
| Общая длительность: | Общая длительность:             | 40:07        |

| №                   | Название                 | Длительность |
| ------------------- | ------------------------ | ------------ |
| 1.                  | «МЕСТО»                  | 3:36         |
| 2.                  | «бери и беги»            | 3:31         |
| 3.                  | «мятные поцелуи»         | 3:22         |
| 4.                  | «очень одна»             | 3:06         |
| 5.                  | «счастье»                | 4:23         |
| 6.                  | «НАД КРЫШАМИ»            | 3:29         |
| 7.                  | «любовь»                 | 4:28         |
| 8.                  | «ДЖИН»                   | 3:21         |
| 9.                  | «ДЖОКЕР»                 | 3:06         |
| 10.                 | «думайдумай»             | 3:20         |
| 11.                 | «птицы летят за музыкой» | 3:00         |
| 12.                 | «НА СВЕТ»                | 3:44         |
| 13.                 | «карма-киллер»           | 4:30         |
| 14.                 | «выживут человеки»       | 3:52         |
| Общая длительность: | Общая длительность:      | 50:48        |

### Мини-альбомы
| Название            | Информация                                                                                     | Примечание |
| ------------------- | ---------------------------------------------------------------------------------------------- | --- |
| «Сияй»              | - Релиз: 6 апреля 2018 - Лейбл: Первое музыкальное Издательство - Формат: Цифровая дистрибуция | \| № \| Название \| Длительность \| \| ------------------- \| ------------------- \| ------------ \| \| 1. \| «Ещё хочу» \| 3:25 \| \| 2. \| «Зелёные волны» \| 3:43 \| \| 3. \| «Сияй» \| 3:24 \| \| 4. \| «Океан» \| 3:24 \| \| Общая длительность: \| Общая длительность: \| 13:16 \| |
| №                   | Название                                                                                       | Длительность |
| 1.                  | «Ещё хочу»                                                                                     | 3:25 |
| 2.                  | «Зелёные волны»                                                                                | 3:43 |
| 3.                  | «Сияй»                                                                                         | 3:24 |
| 4.                  | «Океан»                                                                                        | 3:24 |
| Общая длительность: | Общая длительность:                                                                            | 13:16 |

### Сборники ремиксов
| №                   | Название                                     | Длительность |
| ------------------- | -------------------------------------------- | ------------ |
| 1.                  | «Life» (Lavrushkin & Mephisto Remix)         | 3:15         |
| 2.                  | «Life» (Black Station Remix)                 | 3:06         |
| 3.                  | «Life» (Marat Leon Remix)                    | 3:14         |
| 4.                  | «Life» (Kapral Radio Remix)                  | 3:21         |
| 5.                  | «Life» (7sky Project & Andrey Butuzov Remix) | 4:56         |
| 6.                  | «Life» (Vadim Adamov & Hardphol Remix)       | 3:33         |
| 7.                  | «Life» (Ohne Ere Remix)                      | 5:08         |
| 8.                  | «Life» (Shnaps & Jay Filler Remix)           | 2:42         |
| 9.                  | «Life» (Nerus Deep Remix)                    | 4:51         |
| Общая длительность: | Общая длительность:                          | Общая: 32:46 |

| №                   | Название                                      | Длительность |
| ------------------- | --------------------------------------------- | ------------ |
| 1.                  | «Зелёные волны» (DJ Amor Remix)               | 4:35         |
| 2.                  | «Зелёные волны» (DJ Nejtrino & DJ Baur Remix) | 3:14         |
| 3.                  | «Зелёные волны» (EL PRO & TEXAS Remix)        | 3:58         |
| 4.                  | «Зелёные волны» (Shnaps & Kolya Funk Remix)   | 2:42         |
| Общая длительность: | Общая длительность:                           | Общая: 13:49 |

| №                   | Название                               | Длительность |
| ------------------- | -------------------------------------- | ------------ |
| 1.                  | «Шарик» (Shnaps & Jay Filler Remix)    | 2:58         |
| 2.                  | «Шарик» (Lavrushkin & Max Roven Remix) | 3:01         |
| 3.                  | «Шарик» (Nejtrino & Baur Remix)        | 3:03         |
| Общая длительность: | Общая длительность:                    | Общая: 8:62  |

| №                   | Название                                        | Длительность |
| ------------------- | ----------------------------------------------- | ------------ |
| 1.                  | «Beverly Hills» (Alex Shik & Slaving Remix)     | 3:40         |
| 2.                  | «Beverly Hills» (Kapral & Ladynsax Radio Remix) | 3:37         |
| 3.                  | «Beverly Hills» (Lavrushkin & NitugaL Remix)    | 3:01         |
| 4.                  | «Beverly Hills» (Mikis Remix)                   | 3:03         |
| Общая длительность: | Общая длительность:                             | Общая: 12:94 |

### Синглы
| Год  | Название                                                  | Альбом                                                        | Чарты                           | Чарты                 | Чарты                   | Чарты  | Примечания      |
| Год  | Название                                                  | Альбом                                                        | СНГ                             | СНГ                   | СНГ                     | Россия | Примечания      |
| Год  | Название                                                  | Альбом                                                        | TopHit Top Radio & YouTube Hits | TopHit Top Radio Hits | TopHit Top YouTube Hits | iTunes | Примечания      |
| ---- | --------------------------------------------------------- | ------------------------------------------------------------- | ------------------------------- | --------------------- | ----------------------- | ------ | --------------- |
| 2017 | «Чак»                                                     | без альбома                                                   | 412                             | 331                   | 109                     |        | цифровой сингл  |
| 2017 | «Анестезия»                                               | без альбома                                                   |                                 |                       |                         |        | цифровой сингл  |
| 2017 | «Анестезия» (Slider & Magnit Remix)                       | без альбома                                                   |                                 |                       |                         |        | цифровой сингл  |
| 2018 | «Ещё хочу» (Black Station Remix)                          | без альбома                                                   |                                 |                       |                         |        | цифровой сингл  |
| 2018 | «Зелёные волны» (DJ Amor Remix)                           | Зелёные волны (Remix Collection)                              |                                 |                       |                         |        | цифровой сингл  |
| 2018 | «Life»                                                    | Vinyl #1                                                      | 16                              | 38                    | 12                      | 1      | альбомный сингл |
| 2018 | «Life» (Lavrushkin & Mephisto Remix)                      | Life (Remix Collection)                                       | 42                              | 33                    | 8                       |        | цифровой сингл  |
| 2018 | «Можно всё»                                               | без альбома                                                   |                                 |                       |                         |        | цифровой сингл  |
| 2018 | «Life» (Black Station Remix)                              | Life (Remix Collection)                                       |                                 |                       |                         |        | цифровой сингл  |
| 2019 | «Шарик»                                                   | Vinyl #1                                                      | 44                              | 65                    | —                       |        | альбомный сингл |
| 2019 | «Паруса» (совм. с Мотом)                                  | без альбома                                                   | 36                              | 43                    | 30                      |        | цифровой сингл  |
| 2019 | «Crazy»                                                   | без альбома                                                   |                                 |                       |                         |        | цифровой сингл  |
| 2019 | «Паруса» (совм. с Мотом) (Alex Shik & Slaving Radio Edit) | без альбома                                                   |                                 |                       |                         |        | цифровой сингл  |
| 2019 | «Beverly Hills»                                           | Vinyl #1                                                      | 15                              | 29                    | 18                      |        | альбомный сингл |
| 2019 | «Credo»                                                   | Vinyl #1                                                      | 1                               | 1                     | 34                      |        | альбомный сингл |
| 2020 | «ЯТЛ»                                                     | Vinyl #2                                                      | 4                               | 2                     | 30                      |        | альбомный сингл |
| 2020 | «Fly 2» (совм. с Niletto)                                 | без альбома                                                   |                                 |                       |                         | 26     | цифровой сингл  |
| 2020 | «Неболей» (совм. с Бастой)                                | без альбома                                                   |                                 |                       |                         |        | цифровой сингл  |
| 2020 | «Многоточия»                                              | Vinyl #2                                                      |                                 |                       |                         | 15     | альбомный сингл |
| 2020 | «Fly 3» (Новогодняя версия)                               | без альбома                                                   |                                 |                       |                         |        | цифровой сингл  |
| 2021 | «Bestseller» (совм. с Максом Барских)                     | без альбома                                                   |                                 |                       |                         |        | цифровой сингл  |
| 2021 | «Рокки»                                                   | Vinyl #2                                                      |                                 |                       |                         |        | альбомный сингл |
| 2021 | «Del Mar»                                                 | Vinyl #2                                                      |                                 |                       |                         |        | альбомный сингл |
| 2021 | «Тебе»                                                    | Vinyl #2                                                      |                                 |                       |                         |        | альбомный сингл |
| 2021 | «Это была любовь» (совм. с Димой Биланом)                 | «Два хита» (сингл Димы Билана) / «13 друзей Билана» (сборник) |                                 |                       |                         |        | цифровой сингл  |
| 2021 | «Cry»                                                     | Vinyl #2                                                      |                                 |                       |                         |        | альбомный сингл |
| 2022 | «Astalavistalove»                                         | без альбома                                                   |                                 |                       |                         |        | цифровой сингл  |
| 2022 | «Выдыхай» (совм. с «Три дня дождя»)                       | без альбома                                                   |                                 |                       |                         |        | цифровой сингл  |
| 2022 | «После меня» (совм. с LYRIQ)                              | «После меня» (сингл)                                          |                                 |                       |                         |        | цифровые синглы |
| 2022 | «После меня» (совм. с LYRIQ, Бо & SLeM)                   | «После меня» (сингл)                                          |                                 |                       |                         |        | цифровые синглы |
| 2022 | «После меня» (Kirill Good Remix)                          | «После меня» (сингл)                                          |                                 |                       |                         |        | цифровые синглы |
| 2022 | «Wake Up!»                                                | без альбома                                                   |                                 |                       |                         |        | цифровой сингл  |
| 2022 | «Смех и грех»                                             | без альбома                                                   |                                 |                       |                         |        | цифровой сингл  |
| 2022 | «Всё решено»                                              | без альбома                                                   |                                 |                       |                         |        | цифровой сингл  |
| 2023 | «Залипательно» (совм. с «PIZZA»)                          | без альбома                                                   |                                 |                       |                         |        | цифровой сингл  |
| 2023 | «Недостаточно» (совм. с «Руки Вверх!»)                    | без альбома                                                   |                                 |                       |                         |        | цифровой сингл  |
| 2023 | «Спички» (совм. с Антохой МС)                             | без альбома                                                   |                                 |                       |                         |        | цифровой сингл  |
| 2023 | «Бери и Беги»                                             | «В мире весёлых»                                              |                                 |                       |                         |        | альбомный сингл |
| 2023 | «Карма-киллер»                                            | «В мире весёлых»                                              |                                 |                       |                         |        | альбомный сингл |
| 2024 | «Мутки»                                                   | без альбома                                                   |                                 |                       |                         |        | цифровой сингл  |
| 2024 | «Эгоистка»                                                | без альбома                                                   |                                 |                       |                         |        | цифровой сингл  |
| 2025 | «Кавалер-револьер»                                        | без альбома                                                   |                                 |                       |                         |        | цифровой сингл  |
| 2025 | «Один процент»                                            | без альбома                                                   |                                 |                       |                         |        | цифровой сингл  |

## Видеография
| Год  | Клип                                      | Режиссёр                               | Альбом                                                        |
| ---- | ----------------------------------------- | -------------------------------------- | ------------------------------------------------------------- |
| 2017 | «Чак»                                     | Богдан Леонович                        | без альбома                                                   |
| 2017 | «Анестезия»                               | Serghey Grey                           | без альбома                                                   |
| 2018 | «Ещё хочу»                                | Ярослав Коротков                       | «Сияй»                                                        |
| 2018 | «Зелёные волны»                           | Ярослав Коротков                       | «Сияй»                                                        |
| 2019 | «Life»                                    | Ярослав Коротков                       | Vinyl #1                                                      |
| 2019 | «Паруса» (при уч. Мот)                    | Ярослав Коротков                       | без альбома                                                   |
| 2019 | «Beverly Hills»                           | Алан Бадоев                            | Vinyl #1                                                      |
| 2020 | «Credo»                                   | Алан Бадоев                            | Vinyl #1                                                      |
| 2020 | «ЯТЛ»                                     | Алан Бадоев                            | Vinyl #2                                                      |
| 2020 | «Fly 2» (при уч. Niletto)                 | нет данных                             | без альбома                                                   |
| 2020 | «Неболей» (при уч. Баста)                 | Алексей Куприянов                      | без альбома                                                   |
| 2020 | «Многоточия»                              | Алексей Куприянов                      | Vinyl #2                                                      |
| 2021 | «Bestseller» (совм. с Максом Барских)     | Алан Бадоев                            | без альбома                                                   |
| 2021 | «Это была любовь» (совм. с Димой Биланом) | Алексей Куприянов                      | «Два хита» (сингл Димы Билана) / «13 друзей Билана» (сборник) |
| 2021 | «CRY»                                     | Алан Бадоев                            | Vinyl #2                                                      |
| 2022 | «Wake Up!»                                | Алексей Куприянов, Александра Чухненко | без альбома                                                   |
| 2023 | «Залипательно» (совм. с «PIZZA»)          | Алексей Куприянов                      | без альбома                                                   |
| 2023 | «Бери и Беги»                             | Алексей Куприянов, Игорь Рабчун        | «В мире весёлых»                                              |
| 2024 | «Мутки»                                   | Sasha Lee                              | без альбома                                                   |
| 2024 | «Эгоистка»                                | Катя Як                                | без альбома                                                   |

## Фильмография
| Год  | Фильм        | Роль                  | Примечания |
| ---- | ------------ | --------------------- | ---------- |
| 2021 | «Зверопой 2» | волчица Порша Кристал | Дубляж     |

## Премии и номинации
| Год  | Премия                 | Номинант                               | Категория                  | Результат | Ист.          |
| ---- | ---------------------- | -------------------------------------- | -------------------------- | --------- | ------------- |
| 2019 | Премия МУЗ-ТВ          | Zivert                                 | Лучший альбом              | Номинация | [ 67 ]        |
| 2019 | Премия МУЗ-ТВ          | Zivert                                 | Прорыв года                | Победа    | [ 67 ]        |
| 2019 | Премия RU.TV           | Zivert                                 | Мощный старт               | Победа    | [ 68 ] [ 69 ] |
| 2019 | Премия RU.TV           | Zivert                                 | Выбор Cosmopolitan         | Победа    | [ 68 ] [ 69 ] |
| 2019 | «Больше чем звёзды»    | Филипп Киркоров и Zivert               | Дуэты                      | Победа    | [ 70 ]        |
| 2019 | «Больше чем звёзды»    | Zivert                                 | Новые лица. Музыка         | Номинация | [ 70 ]        |
| 2019 | «Виктория»             | «Life»                                 | Лучшая поп-исполнительница | Победа    | [ 71 ]        |
| 2019 | «Виктория»             | Zivert                                 | Открытие года              | Победа    | [ 71 ]        |
| 2019 | «Виктория»             | «Life»                                 | Песня года                 | Победа    | [ 71 ]        |
| 2019 | «Виктория»             | «Beverly Hills»                        | Танцевальный хит года      | Номинация | [ 71 ]        |
| 2020 | «Новое радио Awards»   | Zivert                                 | Лучшая артистка            | Победа    | [ 72 ]        |
| 2020 | «Новое радио Awards»   | Zivert                                 | Лучший сингл               | Победа    | [ 72 ]        |
| 2020 | «Новое радио Awards»   | Zivert                                 | Прорыв года                | Победа    | [ 72 ]        |
| 2020 | «Золотой граммофон»    | «Credo»                                | -                          | Победа    |               |
| 2021 | «Top Hit Music Awards» | Zivert                                 | Лучший сольный исполнитель | Победа    | [ 73 ]        |
| 2021 | Премия RU.TV           | Макс Барских и Zivert: «Bestseller»    | Лучший дуэт                | Номинация | [ 74 ]        |
| 2021 | Премия RU.TV           | Zivert                                 | Лучшая певица              | Победа    | [ 74 ]        |
| 2021 | Премия МУЗ-ТВ          | Zivert: «Credo»                        | Лучшая песня               | Номинация | [ 75 ]        |
| 2021 | Премия МУЗ-ТВ          | Zivert: «Beverly Hills»                | Лучшее видео               | Номинация | [ 75 ]        |
| 2021 | Премия МУЗ-ТВ          | Zivert: «Beverly Hills»                | Лучшее женское видео       | Номинация | [ 75 ]        |
| 2021 | Премия МУЗ-ТВ          | Баста & Zivert: «неболей»              | Лучшая коллаборация        | Номинация | [ 75 ]        |
| 2021 | Премия МУЗ-ТВ          | Zivert: «Vinyl #1»                     | Лучший альбом              | Номинация | [ 75 ]        |
| 2021 | Премия МУЗ-ТВ          | Zivert                                 | Лучшая исполнительница     | Победа    | [ 75 ]        |
| 2021 | «Виктория»             | Zivert: «Рокки»                        | Танцевальный хит года      | Победа    | [ 76 ]        |
| 2021 | «Виктория»             | Zivert: «Многоточия»                   | Лучшая поп-исполнительница | Номинация | [ 76 ]        |
| 2021 | «Виктория»             | Zivert: «Многоточия»                   | Лучшее музыкальное видео   | Номинация | [ 76 ]        |
| 2022 | «Золотой граммофон»    | Zivert и Дима Билан: «Это была любовь» |                            | Победа    | [ 77 ]        |
| 2022 | Премия RU.TV           | Zivert: «CRY»                          | Лучшая песня               | Номинация | [ 78 ] [ 79 ] |
| 2022 | Премия RU.TV           | Zivert: «Три дня любви»                | Лучший видеоклип           | Победа    | [ 78 ] [ 79 ] |
| 2022 | Премия RU.TV           | Zivert                                 | Лучшая певица              | Номинация | [ 78 ] [ 79 ] |
| 2022 | Премия RU.TV           | Дима Билан и Zivert: «Это была любовь» | Коллаборация года          | Номинация | [ 78 ] [ 79 ] |
| 2022 | Премия RU.TV           | Zivert                                 | Звёзды танцпола            | Номинация | [ 78 ] [ 79 ] |
| 2022 | Премия RU.TV           | Zivert                                 | Фан или Профан             | Номинация | [ 78 ] [ 79 ] |
| 2022 | Премия RU.TV           | Дима Билан и Zivert: «Это была любовь» | Дуэты Билана               | Номинация | [ 78 ] [ 79 ] |
| 2022 | Премия RU.TV           | Zivert                                 | Специальный приз «Хит FM»  | Победа    | [ 78 ] [ 79 ] |